# HARAKIRI
『HARAKIRI』（ハラキリ）は、ゲームアーツが1990年7月にリリースしたPC-8801シリーズ用戦国シミュレーションゲーム。
「海外からの視点で描かれた戦国」をテーマとする本作は、「アメリカ在住の日本文化研究家であるJ.S.STAINBURG（日本名:中村横田）によって製作された」という体裁をとっているが、実際の製作者は宮路武で、最初からバカゲーを狙って製作された。
2005年よりWindowsへの移植版がプロジェクトEGGで配信中である。

## 内容
登場する武将は織田信長や豊臣秀吉のみならず、平清盛や源頼朝、果ては三船徳川やS.小杉など、古代から現代に至る有名な武将（および武将を演じた大物俳優）が総登場する。さらに、ゲーム途中で元寇と黒船来航が発生するなど、時系列や時代考証は完全に無視されている。
最も特徴的なのものが「恥」のパラメータの存在で、これが一定値に高まると、武将は「BANZAI」を叫びながら「HARAKIRI」するという、外国人による間違った日本観が表現された作品である。
「恥」は、戦闘で敵部隊を壊滅させたり、参加した戦闘で勝利すると下がり、自部隊が壊滅させられたり敗戦したりすると上がる。また、調略コマンドに「敵に恥をかかせる」というものがあり、「恥」を高めて自発的に切腹するよう仕向けることが可能になっている。さらに、大名から配下に切腹を命じることもできる。なお、史実で切腹したことで有名な武将は恥が高く設定されており、武将によってはゲーム開始直後に切腹してしまうことがある。
本作では、大名が召し抱えることのできる武将は20名までで、解雇はできず、戦場で討ち死にすることもないので、武将の枠を空けるには、余った武将を切腹させて殺すか、敵にわざと登用させるしかない。
プレイヤー大名が死亡すると、領国と家臣が残っていても跡を継がせることはできずにゲームオーバーになる。コンピューター大名は、領国と家臣が残っていれば家臣が跡を継ぐが、先代の影武者になったという設定である（顔グラフィックは最初の大名と、途中乱入勢力の代表のみ用意されているため、誰が跡を継いでも顔グラフィックは変わらない）。
5インチ2D形式のフロッピーディスク4枚組のうち、2枚はデモムービーとなっており、PC-88末期と言うこともあってハードの限界に迫る美麗なグラフィックが表現されている。ゲームデザインもしっかりと作りこまれており、思考ルーチンなどは1991年にメガCD用ゲームとしてリリースされた『天下布武〜英雄たちの咆哮〜』にもそのまま流用されている。

## ストーリー
アソノは、ミカドから預かった茶器をエドのキンカクジにいるショーグン・ヨシムネのもとに届けようとしていた。しかし、ニンジャに襲われ茶器を割られてしまう。ヨシムネはアソノを罵倒し、ハジを受けたアソノはHARAKIRIをして果てる。アソノのカシン、オーイシら47人の志士は、ソバヤに変装しヨシムネを待ち伏せ討ち取る。ショーグン不在の日本で、群雄割拠が始まる。時に、元禄17年（1704年）であった。
（上記のように、忠臣蔵をモデルとしながらも、地理も歴史も全く出鱈目なストーリーとなっている）

## 登場大名家
- 源頼朝[1]
- 伊達政宗[1]
- 上杉謙信[1]
- 武田信玄[1]
- 三船徳川
- 織田信長[1]
- 豊臣秀吉
- 明智光秀
- 石田三成
- 毛利元就
- 足利尊氏[1]
- 平清盛[1]
- 北条氏康
- S・小杉[1]
- 島津義弘
- 大老井伊

以下はプレイヤーは選択できず、ゲーム途中で乱入してくる可能性がある勢力である。
- 一向顕如
- フビライ[1]
- ペリー[1]

### 能力
- 武将には「恥・忠義・城攻・城守・格闘・士気・戦闘・仁徳・部隊」の9種類の能力値が設定されている。大名には「恥・忠義」の数値はなく、「年齢・魅力」に置き換わっている。
- 部隊は以下の13種類あり、各々、費用（単価）・移動力・攻撃力・防御力が異なる。
  - 旗本 - 大名専用の部隊。
  - 騎馬隊
  - 鉄砲隊
  - 侍
  - 足軽
  - 浪人
  - 忍者
  - 相撲レスラー
  - 農民
  - 南蛮兵
  - 南蛮鉄砲
  - モンゴル兵
  - 元騎馬隊

## その他の登場人物
- ミカド - ランダムイベントで登場し大名家に貢ぎ物（金）を要求してくる。最も高い金額を貢いだ大名家の願いを叶える。以下の3つ。
  - 官位 - 官位を貰え魅力が上がる（9段階）。
  - 神風 - 任意の国の兵数を減らせる。
  - 地震 - 任意の国の城防御を下げられる。